# 布盧里奇 (喬治亞州)
布盧里奇（英語：Blue Ridge）是一個位於美國喬治亞州范寧縣的城市。根據2010年美國人口普查，該地人口為1290人，而該地的面積約為6.20平方千米。同時該地也是范寧縣的縣治。

## 地理
布盧里奇的座標為34°52′06″N 84°19′16″W / 34.86833°N 84.32111°W，而該地的平均海拔高度為537米（即1762英尺）。